# Normales Element
In der Mathematik nennt man ein Element einer *-Algebra normal, wenn es mit seinem Adjungierten kommutiert.

## Definition
Sei {\displaystyle {\mathcal {A}}} eine *-Algebra, so heißt ein Element {\displaystyle a\in {\mathcal {A}}} normal, falls es mit {\displaystyle a^{*}} kommutiert, also die Gleichung {\displaystyle aa^{*}=a^{*}a} erfüllt.
Die Menge der normalen Elemente wird mit {\displaystyle {\mathcal {A}}_{N}} oder {\displaystyle N({\mathcal {A}})} bezeichnet.
Besonders interessant ist der Fall, bei dem {\displaystyle {\mathcal {A}}} eine vollständige normierte *-Algebra ist, die die C*-Eigenschaft ({\displaystyle \left\|a^{*}a\right\|=\left\|a\right\|^{2}\ \forall a\in {\mathcal {A}}}) erfüllt, eine sogenannte C*-Algebra.

## Beispiele
- Jedes selbstadjungierte Element einer *-Algebra ist normal.
- Jedes unitäre Element einer *-Algebra ist normal.
- Ist {\displaystyle {\mathcal {A}}} eine C*-Algebra und {\displaystyle a\in {\mathcal {A}}_{N}} ein normales Element, so erhält man aus dem stetigen Funktionalkalkül für stetige Funktionen {\displaystyle f} auf dem Spektrum weitere normale Elemente {\displaystyle f(a)}.

## Kriterien
Sei {\displaystyle {\mathcal {A}}} eine *-Algebra. Dann gilt:
- Ein Element {\displaystyle a\in {\mathcal {A}}} ist genau dann normal, wenn die von {\displaystyle a} erzeugte *-Unteralgebra, d. h. die kleinste *-Unteralgebra, die {\displaystyle a} enthält, kommutativ ist.
- Jedes Element {\displaystyle a\in {\mathcal {A}}} lässt sich eindeutig in Real- und Imaginärteil zerlegen, das heißt es existieren selbstadjungierte Elemente {\displaystyle a_{1},a_{2}\in {\mathcal {A}}_{sa}}, sodass {\displaystyle a=a_{1}+\mathrm {i} a_{2}}, wobei {\displaystyle \mathrm {i} } die imaginäre Einheit bezeichnet. Genau dann ist {\displaystyle a} normal, wenn {\displaystyle a_{1}a_{2}=a_{2}a_{1}} gilt, das heißt, wenn Real- und Imaginärteil kommutieren.

## Eigenschaften

### In *-Algebren
Sei {\displaystyle a\in {\mathcal {A}}_{N}} ein normales Element einer *-Algebra {\displaystyle {\mathcal {A}}}. Dann gilt:
- Das adjungierte Element {\displaystyle a^{*}} ist ebenfalls normal, da {\displaystyle a=(a^{*})^{*}} für die Involution * gilt.

### In C*-Algebren
Sei {\displaystyle a\in {\mathcal {A}}_{N}} ein normales Element einer C*-Algebra {\displaystyle {\mathcal {A}}}. Dann gilt:
- Es ist {\displaystyle \left\|a^{2}\right\|=\left\|a\right\|^{2}}, da für normale Elemente mit der C*-Eigenschaft {\displaystyle \left\|a^{2}\right\|^{2}=\left\|(a^{2})(a^{2})^{*}\right\|=\left\|(a^{*}a)^{*}(a^{*}a)\right\|=\left\|a^{*}a\right\|^{2}=\left(\left\|a\right\|^{2}\right)^{2}} gilt.
- Jedes normale Element ist ein normaloides Element, das heißt, der Spektralradius {\displaystyle r(a)} ist gerade die Norm von {\displaystyle a}, also {\displaystyle r(a)=\left\|a\right\|}.[1] Dies folgt aus der Spektralradiusformel durch wiederholtes Anwenden der vorherigen Eigenschaft.
- Es lässt sich ein stetiger Funktionalkalkül entwickeln, der es – vereinfacht gesagt – ermöglicht, {\displaystyle a} in stetige Funktionen auf dem Spektrum von {\displaystyle a} einzusetzen.